# Las Cabezas de San Juan
Las Cabezas de San Juan er en by og kommune i det sydlige Spanien i provinsen Sevilla. Den har et indbyggertal på 16.410 (2024) indbyggere.